# Coquimbite
La coquimbite (simbolo IMA: Coq) è un minerale piuttosto raro della classe dei "solfati" con la composizione chimica AlFe3+3(SO4)6(H2O)12 • 6(H2O) e quindi chimicamente è un solfato di alluminio-ferro contenente acqua.

## Etimologia e storia
Il minerale è stato scoperto per la prima volta in depositi di ferro insieme a rocce verdi, dense, simili a feldspati, a circa mezza giornata di viaggio da Copiapó, nell'allora Regione di Coquimbo. Il mineralogista Heinrich Rose ricevette alcuni campioni di minerali da Franz Julius Ferdinand Meyen, che li riportò in questa regione da un viaggio in Sud America. Il minerale analizzato da Rose e descritto per la prima volta nel 1833 sotto il nome di ossido di ferro solforico neutro con acqua di cristallizzazione, costituiva la massa principale di tutti i minerali portati con sé.
La coquimbite (anche Coquimbites ferricus), termine ancora valido oggi, prese il nome nel 1841 da Johann Friedrich August Breithaupt, che diede al minerale il nome della provincia in cui si trova la sua località tipo. Ha anche elencato i termini rame bianco e vitreolum hexagonum, altri sinonimi della coquimbite.
La coquimbite era conosciuta e ampiamente riconosciuta come specie minerale a sé stante molto prima della fondazione dell'Associazione Mineralogica Internazionale (IMA). Questo teoricamente darebbe alla coquimbite lo status di minerale grandfathered (G). Tuttavia, analizzando il materiale neotipico del minerale, si è scoperto che l'alluminio è un componente essenziale della struttura cristallina della coquimbite. Il minerale, che in precedenza era considerato privo di alluminio (con formula Fe3+2(SO4)3·9(H2O)), è stato quindi riconosciuto dall'IMA/CNMNC nel 2019 con una nuova definizione della composizione e da allora è stato incluso nella "List of Minerals and Mineral Names" dell'IMA con il riconoscimento "IMA 2019 s.p." (Procedura speciale).
Il campione tipo del minerale è esposto presso l'Istituto Mineralogico dell'Università di Freiberg in Germania con il numero di collezione 18558 e nel National Museum of Natural History a Washington sotto la collezione nº 12548.

## Classificazione
Nell'obsoleta ottava edizione della sistematica minerale di Strunz, la coquimbite apparteneva alla classe dei minerali di "solfati, cromati, molibdati e tungstentati" e lì alla sottoclasse dei "solfati idrati senza anioni estranei", dove formava il "gruppo romboclasio-coquimbite" insieme al romboclasio, con gli altri membri alunogeno, kornelite, lausenite, paracoquimbite e quenstedtite.
Nella Sistematica dei lapis (Lapis-Systematik) di Stefan Weiß, che è stata rivista e aggiornata l'ultima volta nel 2018 e che si basa ancora su questa vecchia forma della sistematica di Strunz per rispetto dei collezionisti privati e delle collezioni istituzionali, al minerale è stato assegnato il sistema e il minerale nº VI/C.08-40. In questa Sistematica ciò corrisponde anche al dipartimento "Solfati acquosi, senza anioni estranei", dove la coquimbite forma un gruppo indipendente, ma senza nome, insieme ad aluminocoquimbite, alunogeno, cornelite, lausenite, meta-alunogeno, paracoquimbite, quenstedtite, e romboclasio.
Anche la 9ª edizione della sistematica minerale di Strunz, che è stata aggiornata l'ultima volta dall'IMA nel 2024, classifica la coquimbite nella categoria "7.C Solfati (selenati, etc.) senza anioni aggiuntivi, con H2O". Tuttavia, questa è ulteriormente suddivisa in base alla dimensione relativa dei cationi coinvolti, in modo che il minerale possa essere trovato nella suddivisione "7.CB Con soltanto cationi di media dimensione" in base alla sua composizione, dove può essere trovato solo insieme all'aluminocoquimbite e alla paracoquimbite con le quali forma il sistema nº 7.CB.50.
La classificazione dei minerali di Dana, che viene utilizzata principalmente nel mondo anglosassone, classifica la coquimbite nella classe dei "solfati, cromati e molibdati" e lì nella sottoclasse degli "acidi idrati e solfati". Qui può essere trovata come unico membro del gruppo senza nome 29.08.03 all'interno della suddivisione di "(A)2(XO4)3 × x(H2O)".

## Abito cristallino
La coquimbite cristallizza nel sistema trigonale nel gruppo spaziale P31c (gruppo nº 163) con i parametri del reticolo a = 10,92 Å e c = 17,08 Å così come 4 unità di formula per cella unitaria.

## Modificazioni
La paracoquimbite, una modificazione della coquimbite, ha un gruppo spaziale diverso, cioè R3 (gruppo nº 148), con la stessa composizione chimica, sistema cristallino e proprietà simili. I parametri reticolari sono a = 10,93 Å e c = 51,3 Å con 12 unità di formula per cella unitaria.

## Proprietà
Poiché il minerale è già solubile in acqua fredda, deve essere conservato lontano dall'umidità.
Con una durezza Mohs di 2,5, la coquimbite si trova tra i minerali di riferimento gesso (durezza 2) e calcite (durezza 3) ed è quindi ancora uno dei minerali morbidi che non può più essere graffiato con un'unghia, ma può essere facilmente graffiato con una moneta di rame.
Facilmente solubile in acqua, si disgrega e disidrata all'aria, per cui, come molti altri solfati basici più o meno idrati, va conservato in contenitori a tenuta stagna o sotto vuoto.

## Origine e giacitura
Come tipico minerale secondario, la coquimbite si forma principalmente per ossidazione in depositi di solfuro ferroso (di solito dalla pirite), ma può anche essere formata direttamente per sublimazione da vapori vulcanici o scorie in fiamme. Si trova in paragenesi con vari altri minerali solfati come copiapite, paracoquimbite, voltaite, szomolnokite e römerite.
Essendo una formazione minerale piuttosto rara, la coquimbite può essere presente in abbondanza in vari siti, ma nel complesso non è molto comune e sono stati documentati circa 140 siti in tutto il mondo. Oltre alla sua località tipo Copiapó nella Regione di Coquimbo, il minerale si trova anche in Cile in diverse miniere vicino a Mejillones sulla penisola omonima e nei comuni di Sierra Gorda, Caracoles e Calama nella Región de Antofagasta, così come vicino a Tierra Amarilla e Alto del Carmen nella Regione di Atacama.
In Germania, la coquimbite è stato finora trovato nella cava di Clara vicino a Oberwolfach e nella miniera di Krunkelbach vicino al comune di Menzenschwand nel Baden-Württemberg, nella cava di Koschenberg a Senftenberg nel Brandeburghese, nelle miniere di Rammelsberg vicino a Goslar in Bassa Sassonia, nella miniera di Julia vicino a Herne nella Renania settentrionale-Vestfalia, nella Königin-Carola-Schacht e sulla pila di sterili ora chiusa della miniera a cielo aperto di Lichtenberg vicino a Ronneburg in Turingia.
In Austria, il minerale è stato finora trovato solo in campioni di minerali raccolti durante la costruzione del tunnel ferroviario di Galgenberg, nella cava di Spitzmühle vicino a Leutschach in Stiria e nella cava di argilla di Frings vicino a Maiersch nella Bassa Austria.
In Svizzera, la coquimbite si è verificato solo nel comune di Mellikon nel Canton Argovia, nella Valle di Ponte vicino a Brissago TI nel Canton Ticino, sul Mont Chemin vicino a Les Valettes (comune di Martigny) e in una prospezione di uranio vicino a La Creusaz nel comune di Salvan nel Canton Vallese.
In Italia è stata trovata nella solfatara di Pozzuoli e nella grotta dell'Allume, nell'isola di Vulcano (isola), in provincia di Messina.
Altre località sono sparse in tutto il mondo.
Un altro possibile sito è su Marte, più precisamente su Husband Hill, una parte delle Columbia Hills nel cratere Gusev. Tuttavia, questa posizione non è stata ancora verificata.

## Forma in cui si presenta in natura
La coquimbite di solito sviluppa cristalli tabulari, prismatici corti o piramidali con brillantezza simile al vetro sulle superfici, ma si presenta anche sotto forma di aggregati granulari o massicci. La coquimbite pura è incolore e trasparente. In natura, tuttavia, di solito assume un colore dal rosa al viola, raramente giallo, verde o blu a causa di mescolanze estranee. Inoltre, occasionalmente appaiono colori di interferenza anomali.